# Districte de Gäu

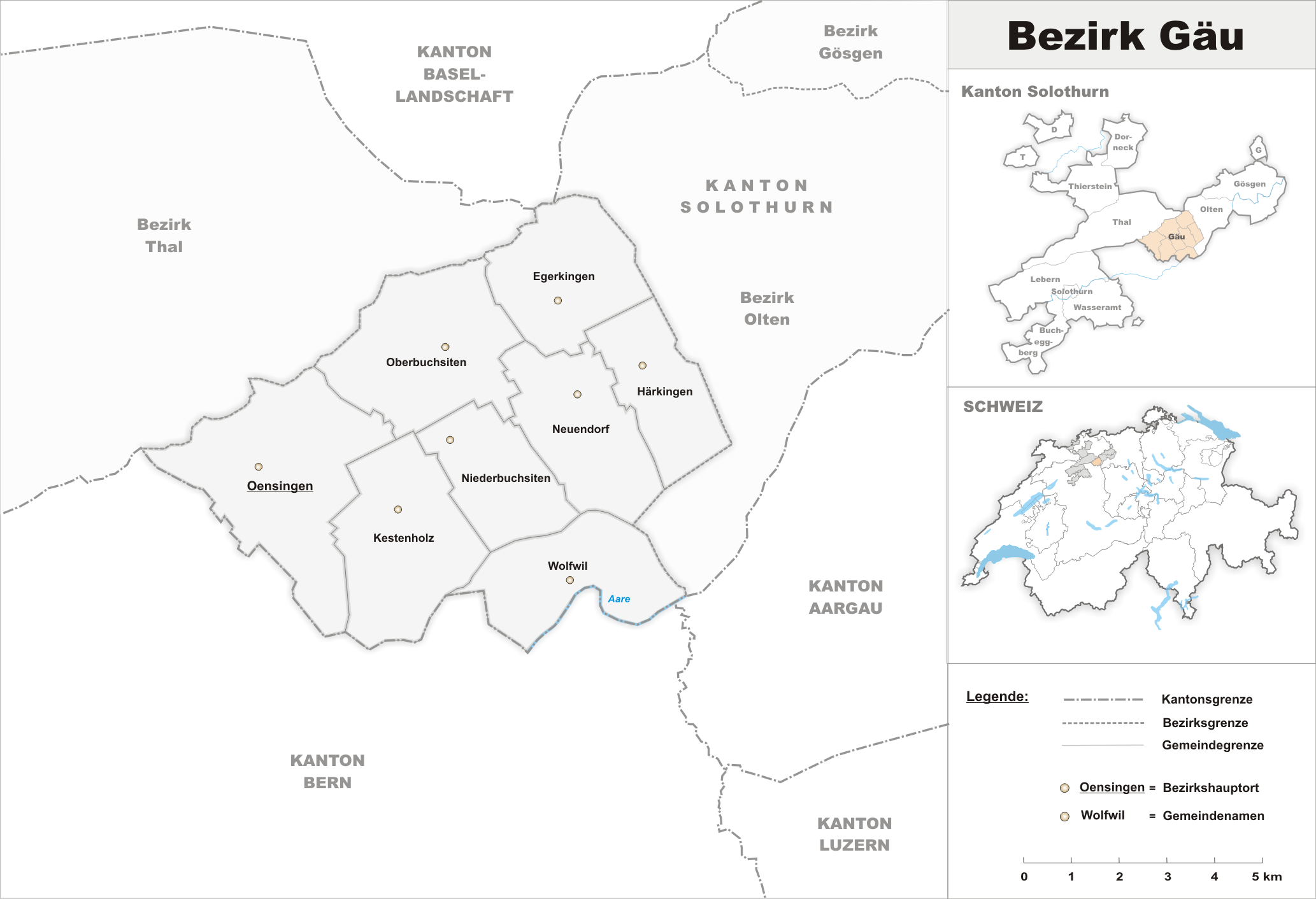
El districte de Gäu

El districte de Gäu és un dels deu districtes del cantó de Solothurn (Suïssa). Té una població de 17515 habitants (cens de 2007) i una superfície de 62.02 km². Està format per 8 municipis i el cap del districte és Oensingen.

## Municipis
- CH-4622 Egerkingen
- CH-4624 Härkingen
- CH-4703 Kestenholz
- CH-4623 Neuendorf
- CH-4626 Niederbuchsiten
- CH-4625 Oberbuchsiten
- CH-4702 Oensingen
- CH-4628 Wolfwil